# فیلم‌شناسی جونا هیل

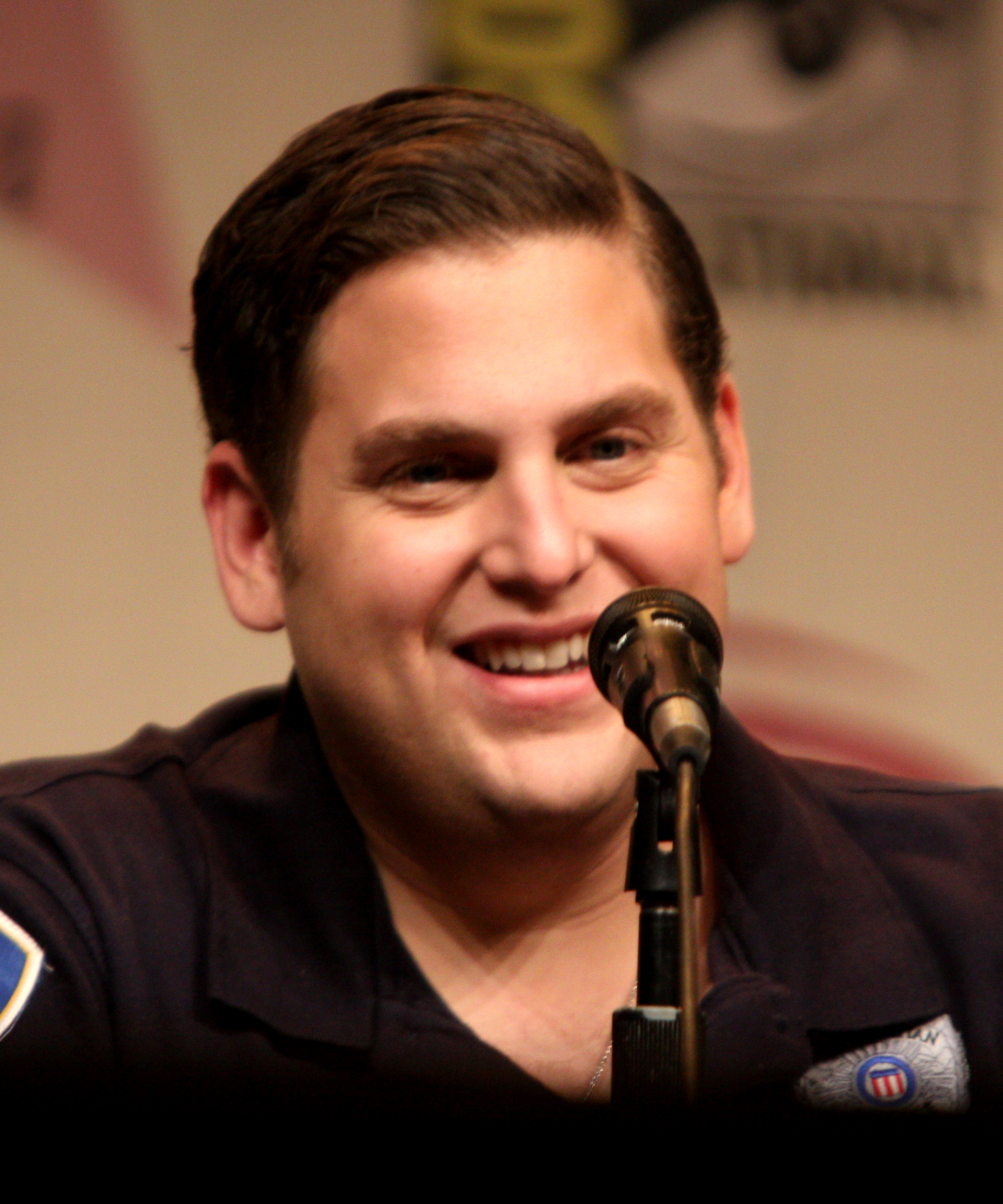
جونا هیل در حال سخنرانی در واندرکن 2012 در آناهیم، کالیفرنیا در 16 مارس 2012.

فیلم‌شناسی جونا هیل (انگلیسی: Jonah Hill filmography) در این مقاله، نام فیلم‌هایی که جونا هیل در آن‌ها بازیگر یا تهیه‌کننده بوده، آمده‌است.

## فیلم
| سال  | نام فیلم                                         | نقش                        | توضیحات                                                                |
| ---- | ------------------------------------------------ | -------------------------- | ---------------------------------------------------------------------- |
| ۲۰۰۴ | قلب من هاکبی                                     | برت                        |                                                                        |
| ۲۰۰۵ | باکره چهل‌ساله                                    | مشتری ای بی                |                                                                        |
| ۲۰۰۶ | Grandma's Boy                                    | بری                        |                                                                        |
| ۲۰۰۶ | کلیک                                             | Ben Newman at 17 Years Old |                                                                        |
| ۲۰۰۶ | پذیرفته                                          | Sherman Schrader           |                                                                        |
| ۲۰۰۶ | ۱۰ مورد یا کمتر                                  | پکی                        |                                                                        |
| ۲۰۰۷ | Rocket Science                                   | Junior Philosopher         |                                                                        |
| ۲۰۰۷ | باردار                                           | جونا                       |                                                                        |
| ۲۰۰۷ | ایوان قادر مطلق                                  | Eugene "Gene" Tannenbaum   |                                                                        |
| ۲۰۰۷ | خیلی بد                                          | ست                         |                                                                        |
| ۲۰۰۷ | Walk Hard: The Dewey Cox Story                   | Older Nate Cox             |                                                                        |
| ۲۰۰۷ | HJ Train                                         | Slick Rubin                | Short film, also director, writer and producer with Nicholas Jasenovec |
| ۲۰۰۸ | Strange Wilderness                               | Cooker                     |                                                                        |
| ۲۰۰۸ | هورتون صدایی می‌شنود                              | Tommy                      | صداپیشه                                                                |
| ۲۰۰۸ | فراموش کردن سارا مارشال                          | Matthew Van Der Wyk        |                                                                        |
| ۲۰۰۸ | Just Add Water                                   | Eddie Tuckby               |                                                                        |
| ۲۰۰۹ | شب در موزه: نبرد اسمیتسونین                      | "Brundon"                  | تک‌جلوه                                                                 |
| ۲۰۰۹ | برونو                                            | —                          | Associate producer                                                     |
| ۲۰۰۹ | آدم‌های بامزه                                     | Leo Koenig                 |                                                                        |
| ۲۰۰۹ | اختراع دروغ                                      | Frank                      |                                                                        |
| ۲۰۱۰ | سایروس                                           | Cyrus                      |                                                                        |
| ۲۰۱۰ | چگونه اژدهای خود را تربیت کنیم                   | Snotlout Jorgenson         | صدا                                                                    |
| ۲۰۱۰ | بیارش گریک                                       | Aaron Green                |                                                                        |
| ۲۰۱۰ | ابر ذهن                                          | Hal Stewart / Titan        | صدا                                                                    |
| ۲۰۱۰ | Legend of the Boneknapper Dragon                 | Snotlout Jorgenson         | صدا فیلم کوتاه                                                         |
| ۲۰۱۱ | مانیبال                                          | Peter Brand                |                                                                        |
| ۲۰۱۱ | Gift of the Night Fury                           | Snotlout Jorgenson         | صدا Short film                                                         |
| ۲۰۱۱ | The Sitter                                       | Noah Griffith              | Also executive producer                                                |
| ۲۰۱۲ | خیابان جامپ شماره ۲۱                             | Morton Schmidt             | Also story and executive producer                                      |
| ۲۰۱۲ | دیدبان                                           | Franklin                   |                                                                        |
| ۲۰۱۲ | جنگوی زنجیرگسسته                                 | Bag Head No. 2             | Cameo                                                                  |
| ۲۰۱۳ | این آخرشه                                        | Himself                    |                                                                        |
| ۲۰۱۳ | گرگ وال استریت                                   | Donnie Azoff               |                                                                        |
| ۲۰۱۴ | فیلم لگو                                         | هال جردن                   | صدا                                                                    |
| ۲۰۱۴ | چگونه اژدهای خود را تربیت کنیم ۲                 | Snotlout Jorgenson         | صدا                                                                    |
| ۲۰۱۴ | خیابان جامپ شماره ۲۲                             | Morton Schmidt             | Also story and executive producer                                      |
| ۲۰۱۵ | داستان واقعی                                     | Michael Finkel             |                                                                        |
| ۲۰۱۶ | درود بر سزار!                                    | Joseph Silverman           |                                                                        |
| ۲۰۱۶ | مهمانی سوسیسی                                    | کارل                       | صدا Also story and producer                                            |
| ۲۰۱۶ | سگ‌های جنگی                                       | افرایم دیورولی             |                                                                        |
| ۲۰۱۶ | چرا او؟                                          | —                          | Story and producer                                                     |
| ۲۰۱۷ | فیلم لگو بتمن                                    | فانوس سبز                  | صدا                                                                    |
| ۲۰۱۷ | Batman Is Just Not That Into You                 | فانوس سبز                  | Voice, short film                                                      |
| ۲۰۱۸ | نگران نباشید، او با پای پیاده زیاد دور نخواهد شد | Donnie Green               |                                                                        |
| ۲۰۱۸ | Mid90s                                           | —                          | Writer, producer and director                                          |
| ۲۰۱۹ | چگونه اژدهای خود را تربیت کنیم: دنیای پنهان      | Snotlout Jorgenson         | صدا                                                                    |
| ۲۰۱۹ | فیلم لگو ۲: بخش دوم                              | Green Lantern              | صدا                                                                    |
| ۲۰۱۹ | بطری ساحلی                                       | Lewis                      |                                                                        |
| ۲۰۱۹ | ریچارد جول                                       | —                          | Also producer, Post-production                                         |